# Никифорово
Вижте пояснителната страница за други значения на Никифорово.
Никифорово (произнасяно и Ничворово, Никьорово, на македонска литературна норма: Никифорово; на албански: Nikiforova, Никифорова) е село в Северна Македония в община Маврово и Ростуше.

## География
Селото е разположено в Мавровската котловина (Вруполе) на източния бряг на Мавровското езеро.

## История
В обобщен списък на джизието на немюсюлманите от вилаета Калканделен от 18 юли 1628 година селото е отбелязано като Никивор, с 62 ханета (домакинства).
В XIX век Никифорово е българско село в Гостиварска нахия на Тетовска каза на Османската империя. Андрей Стоянов, учителствал в Тетово от 1886 до 1894 година, пише за селото:
| „ | С. Ничворово или Никифорово. — Ничворовска църква се казва св. Пантелеймонъ и е нова. Преди нѣколко години, до когато тази цьрква не бѣше освятена, на праздника вел. м. Пантелеймонъ ничворовци коляха при църква си курбанъ, а подиръ освятяванието и́, при нея пакъ се коли всѣка година курбанъ, но не вече въ храмовий день, а прѣзъ кой да е лѣтенъ праздникъ, когато селенитѣ сѫ посвободни. За курбанъ на ничворовци служатъ 2 или 3 овна, които тѣ взематъ отъ онзи овчаръ, комуто продадѫтъ пашата въ планината си. Месото на закланитѣ овни се сварява и испича и изяда отъ селенитѣ при цьрквата. Хлѣбъ и вино си носи всѣки самъ. | “ |

Според статистиката на Васил Кънчов („Македония. Етнография и статистика“) в 1900 година Никифорово има 450 българи християни. Цялото население на селото е двуезично, като знае български и албански, но домашният език е български.
Цялото население на селото е сърбоманско под върховенството на Цариградската патриаршия. Според патриаршеския митрополит Фирмилиан в 1902 година в Ничифорово има 60 сръбски патриаршистки къщи. Според митрополит Поликарп Дебърски и Велешки в 1904 година в Никфорово има 60 сръбски къщи. Според секретаря на Българската екзархия Димитър Мишев („La Macédoine et sa Population Chrétienne“) в 1905 година в Никифорово има 464 българи патриаршисти сърбомани и работи сръбско училище.
Според секретен доклад на българското консулство в Скопие всичките 77 къщи в селото през 1906 година под натиска на сръбската пропаганда в Македония признават Цариградската патриаршия.
В 1913 година селото попада в Сърбия. Според Афанасий Селишчев в 1929 година Никифорово е село в Леуновска община в Горноположкия срез и има 62 къщи с 343 жители българи.
Според преброяването от 2002 година селото има 10 души население – всички северномакедонци.
| Националност     | Всичко |
| северномакедонци | 10     |
| албанци          | 0      |
| турци            | 0      |
| роми             | 0      |
| власи            | 0      |
| сърби            | 0      |
| бошняци          | 0      |
| други            | 0      |

## Личности
Родени в Никифорово
- Ацо Филиповски (р. 1936), художник
- Видое Смилевски Бато (1915 – 1979), югославски комунистически функционер
- Кръсте Марковски (р. 1925), югославски партизанин и политик
- Ставре Спирков (1871 – 1945), български екзархийски свещеник
- Тодор Николов (? – 1897), български опълченец
- Угрин Йоксимович (1876 – 1 май 1961), търговец, сенатор, представител, консул, починал в Белград[12]
- Чеде Филиповски (1923 – 1945), югославски комунистически партизанин